# Masoala madagascariensis
Masoala madagascariensis Jum., 1933 è una palma endemica del Madagascar.

## Conservazione
La Lista rossa IUCN classifica Masoala madagascariensis come specie in pericolo critico di estinzione (Critically Endangered).